# Protopelmus atrocaeruleus
Protopelmus atrocaeruleus är en stekelart som först beskrevs av Cresson 1868.  Protopelmus atrocaeruleus ingår i släktet Protopelmus och familjen brokparasitsteklar. Inga underarter finns listade i Catalogue of Life.